# 鄭永秀
鄭永秀，又譯鄭永洙（정영수，?—），北韓政治家，任職勞動部部長及最高人民會議代議員。

## 生平
鄭永秀於1998年出任國家計劃委員會副委員長。2002年，被任命為勞動部部長。 2009年的最高人民會議選舉中首次當選為代議員。翌年，又被委任為長年者保護聯盟中央委員會的委員長。2014年3月，連任為代議員。	

## 資料來源
1. 1 2  .   [2014-04-30]. （原始内容存档于2014-05-02）.